# Leo Brandt
Leo Wolfgang Brandt (* 17. November 1908 in Bernburg (Saale); † 26. April 1971 in Mainz) war ein deutscher Hochfrequenztechniker, promovierter Ingenieurwissenschaftler und Staatssekretär in Nordrhein-Westfalen.

## Leben
Brandts Vater war Postrat, befreundet mit Leo Löwenstein und wurde 1933 von den Nazis entlassen.
Leo Brandt besuchte die Oberrealschule in Düsseldorf und legte 1927 die Reifeprüfung ab. Er studierte Elektrotechnik mit besonderem Schwerpunkt Nachrichtentechnik zunächst an der RWTH in Aachen, dann an der TU Berlin-Charlottenburg, die er 1932 nach bestandenen Prüfungen als Diplomingenieur mit dem Schwerpunkt Nachrichtenwesen verließ. Für die zunächst angestrebte Postkarriere bestand jedoch wegen Einstellungsstopps keine Chance.
Seine Tochter Gabriele heiratete später den 1937 geborenen Frankfurter Philosophen und Hochschullehrer Werner Becker.
Noch in Aachen hatte er 1927 als Zwanzigjähriger die dortige Ortsgruppe des Deutschen Republikanischen Studentenbundes gegründet, in dem er auch in Berlin aktiv blieb. Seine Zeit als dessen Bundesvorsitzender dort wurde zu seiner rhetorischen Schule.

### Tätigkeit (bis 1945)
1932 trat er in den Dienst der Telefunken-Gesellschaft in Berlin ein, wo man ihm 1935 die Leitung des Empfängerlaboratoriums für Funkgeräte übertrug. Dort entwickelte er zusammen mit Wilhelm Runge eine Reihe von Gerätesystemen. Ab Anfang 1939 war er mit der Leitung der Geräteentwicklung betraut und an der Entwicklung der Telefonie-Richtfunkgeräte Michael und Rudolf sowie des ersten Dezimeterwellen-Radargerätes FuMG 62 mit dem Tarnnamen „Würzburg“ und einer Reichweite von knapp 30 Kilometern beteiligt, das ab Mai 1940 in Serienfertigung ging. Die Weiterentwicklung waren die Mitte 1941 eingeführten ortsfesten Funkmessgeräte FuMG 65 „Würzburg-Riese“ mit einer Reichweite von über 70 Kilometern.
Bei der Operation Biting im Februar 1942 erbeuteten die Briten wichtige Teile eines FuMG 62 „Würzburg“ und werteten diese aus. Dabei stellten sie fest, dass keine Ausweichfrequenzen vorgesehen waren, die Geräte also durch abgeworfene „Düppel“, englisch chaff oder Window genannt, leicht zu stören waren. Dies waren schmale Aluminiumstreifen, deren Länge der halben Wellenlänge der deutschen Funkmessgeräte entsprach. Der erste „Window“-Einsatz war in der Nacht zum 25. Juli 1943 während des Operation Gomorrha genannten schweren Luftangriffes auf Hamburg, bei dem britische Bomber 40 Tonnen „Window“ abwarfen, was ungefähr 92 Millionen Streifen entsprach.
Um nicht irrtümlicherweise die mit „Würzburg“ erfassten deutschen Flugzeuge abzuschießen, entwickelte Brandt zu deren Ergänzung 1941 den Empfänger Steinziege für den an Bord der Maschinen befindlichen Kennungsgeber FuG 25a „Erstling“.
Die deutschen „Würzburg“-Geräte arbeiteten mit einer Wellenlänge von 53,6 cm (Frequenz 560 MHz) und das der Alliierten mit 9 cm (3,3 GHz), das wesentlich genauere Anzeigebilder lieferte. Anfang der 1940er war das alliierte Radar noch völlig unentdeckt, weil es in der Wehrmacht überhaupt keine Geräte gab, die so hohe Frequenzen empfangen konnten. Im Februar 1943 fiel durch einen Abschuss eines britischen Nachtbombers bei Rotterdam ein Bordradargerät H2S in die Hände der Deutschen; allerdings erst zu einem Zeitpunkt, als die Luftüberlegenheit der Alliierten schon gewaltig war.
Es verging aber noch fast ein Jahr, ehe man die ganze Bedeutung dieses „Rotterdam-Gerätes“ erkannte. Um den technologischen Vorsprung der Briten aufzuholen, wurde 1943 die „Arbeitsgemeinschaft Rotterdam“ gegründet, deren Vorsitzender Leo Brandt bis zum Kriegsende war. Er hatte zusammen mit Runge zwar in kürzester Zeit das britische Bordradargerät rekonstruiert, aber durch einen Fehler eines Technikers wurde in dem Antennenspiegel der verkehrte Dipol verwendet, wodurch die Leistungsfähigkeit erheblich sank. Außerdem meinte man fälschlicherweise, dieses Gerät sei nur für die Navigation brauchbar, nicht aber als Radar. Dagegen gelang es, ein Empfangsgerät für die 9-cm-Signale britischer Radarsender für die deutschen U-Boot Flotte zu entwickeln, die deren hohe Verlustrate auch zu senken vermochte. Für Nachtjäger soll Brandt darüber hinaus an der Entwicklung eines Panoramabildgerätes Barb zur Darstellung einer auch bei Nacht und Nebel erkennbaren elektronischen Landkarte geforscht haben, das mit einer Wellenlänge von neun Zentimetern bei einer Reichweite von zwei Kilometern arbeitete.
Seine Arbeitsgruppe entwickelte bis Ende 1943 das erfolgreich im Zentimeter-Wellenbereich arbeitende ortsfeste Funkmessgerät Marbach mit einer Reichweite von über 200 Kilometer. Die Luftüberlegenheit der alliierten Bomberverbände konnte jedoch auch durch diese Entwicklung nicht verhindert werden.

### Wirken (ab 1946)
Nach Kriegsende untersagte der Alliierte Kontrollrat unter anderem alle Arbeiten deutscher Weiterentwicklung der Funkmesstechnik (von nun an als „Radar“ bezeichnet). Die Würzburg-Antennen wurden im Weiteren in der Radioastronomie gleichwohl das meistgenutzte Radioteleskop.
Der Düsseldorfer Oberbürgermeister Walter Kolb, Genosse aus den Tagen des Republikanischen Studentenbundes, verschaffte Brandt eine leitende Stelle beim Fuhrpark der Düsseldorfer Stadtwerke. Als Verkehrsmanager machte er schnell Karriere und wurde schon im nächsten Jahr Generaldirektor der den Stadtwerken zugehörigen Verkehrsgesellschaft Rheinbahn. Er wurde ein früher Befürworter und Verfechter der Bundesbahn-Elektrifizierung.
Die Erfolge des SPD-Mitglieds Leo Brandt als Generaldirektor waren Ministerpräsident Karl Arnold aufgefallen, der ihn in das Ministerium für Wirtschaft und Verkehr von Nordrhein-Westfalen holte. Diesem oblag auch die Überwachung der Forschungsbeschränkungen, die erst zum „5.5.55“ entfiel, als die Bundesrepublik souverän wurde. Am 15. Februar 1949 war Brandt zum Ministerialdirektor, und ab 1954 zum Staatssekretär ernannt worden. Ihm ist unter anderem zu verdanken, dass seit 1957 für den Straßenverkehr die Geschwindigkeitsbegrenzung in den Städten gilt.
Brandt setzte sich für den Funk- und Rundfunkpionier Abraham Esau ein, der nach seinem Freispruch (1948) von der Anklage wirtschaftlicher Kriegsverbrechen in den Niederlanden Schwierigkeiten hatte, wieder in die Forschung und Entwicklung zurückzukommen.
Das Trauma eines deutschen Forschungsrückstands gegenüber dem Ausland, das Brandt aus seiner Arbeit in der Arbeitsgemeinschaft Rotterdam erfahren hatte, war eine der Triebkräfte, die ihn unermüdlich für die Notwendigkeit umfassender Forschungsförderung in Politik und Öffentlichkeit werben ließen, um solche Rückstände zu überwinden. Die Arbeit des British Intelligence Objectives Sub-Committee (BIOS) empfand Brandt als ungerechtfertigte Behinderung der Forschung in Deutschland. Das bewog ihn, 1952 das mehrbändige Werk Aufgaben deutscher Forschung herauszugeben, die von ihm – und bald auch von anderen – als Anti-BIOS-Berichte bezeichnet wurden, und die ihn als Forschungsplaner zur Überwindung des Forschungsverbots weithin bekannt machten. Auf seinen Vorschlag wurde 1950 die Arbeitsgemeinschaft für Forschung des Landes Nordrhein-Westfalen gegründet, die zur Keimzelle der Nordrhein-Westfälischen Akademie der Wissenschaften und der Künste werden sollte. Mit Erwin Simon hatte er versucht, noch vor dem „5.5.55“ ein (deswegen geheimes) deutsch-niederländisch-norwegisches Reaktorprojekt auf den Weg zu bringen, dessen Planungen immerhin bis ins Kanzleramt und Vorzimmer Konrad Adenauers führten.
Leo Brandt gilt als Gründer der Kernforschungsanlage Jülich des Landes Nordrhein-Westfalen (KFA), dem heutigen Forschungszentrum Jülich. Er war Rudolf Schulten sehr verbunden, dem Entwickler des Kernkraftwerks mit Kugelhaufenreaktor und Vater des Versuchsreaktors AVR (Jülich). Brandt holte Schulten 1964 an die RWTH Aachen und zur KFA Jülich. In enger Nachbarschaft zum Forschungszentrum wurde der AVR 1967 in Betrieb genommen. Eine Betreibergesellschaft, unter anderen mit den Stadtwerken Aachen und Düsseldorf, hatten ihn in Auftrag gegeben.
Als der CDU-Politiker Franz Meyers 1958 Ministerpräsident in Nordrhein-Westfalen wurde, verlor Brandt zunehmend an Einfluss. 1961 wurde er Leiter des neu gegründeten Landesamtes für Forschung. Gleichwohl hat er in dieser Funktion und als weitsichtiger Forschungsplaner zahlreiche Vereine zur Förderung von Wissenschaft und Forschung gegründet und knapp 200 Schriften verfasst bzw. herausgegeben.

## Ehrungen
- 1950: VDI-Ehrenring[14]
- 1969: Großes Verdienstkreuz der Bundesrepublik Deutschland
- 1970: Ehrensenator der RWTH Aachen
- 1977: Leo-Brandt-Straße in Jülich[15]

Die Deutsche Gesellschaft für Ortung und Navigation (DGON) vergibt für an deutschen Hochschulen erstellte Abschlussarbeiten mit einem Schwerpunkt zu Ortung und Navigation und den damit verbundenen Technologien den nach Leo Brandt benannten Leo-Brandt-Preis „DGON Master of Navigation“.

## Veröffentlichungen (Auswahl)
- Aufgaben deutscher Forschung; ab 1952
- Fachvorträge über Schiffsfunkortung beim Oberkommando der Kriegsmarine vom 9.-10.3.1944; 1944
- Der Verkehr als wesentlicher Faktor des deutschen Wiederaufbaues : Vortrag, gehalten am 15. Juli 1949 anlässlich d. Tagung „Schienenfahrzeuge“ an d. Techn. Hochschule, Aachen; 1949
- Verkehrs-Koordinierung : Vorträge / Enno Müller; Leo Brandt
- Verkehr an Rhein und Ruhr in graphischen Darstellungen; 1950
- Verkehrstechnik und Verkehrspolitik : ausgewählte Kapitel aus einer Vorlesung an der Technischen Hochschule in Aachen im Wintersemester 1949/50
- Von der Rundfunkwelle zur Zentimeterwelle des Radar : [aus 20 Jahren Hochfrequenzentwicklung] ; Vortrag; Essen : Wissenschaftl. Verein f. Verkehrswesen e.V., 1951
- Moderne Nahverkehrsprobleme; 1951, in Wissenschaftliche Veröffentlichungen und Tagungsberichte / Ministerium für Wissenschaft und Verkehr des Landes Nordrhein-Westfalen ; H. 14; mit Enno Müller und Gustav Dilli (1892–1971; 1953 Vizepräsident der Bundesbahndirektion Essen, danach auf seine alten Rang als Leiter der Betriebsabteilung)
- Schiene und Strasse : Leistungen des Verkehrs beim Wiederaufbau deutscher Wirtschaft an Rhein und Ruhr; Dortmund : Verkehrs- und Wirtschafts-Verl., 1951
- Wege und Ziele der Forschung in Nordrhein-Westfalen : 3 Vorträge; mit Karl Arnold und Hermann Schenck
- Über den Anteil jüdischer Persönlichkeiten an der Entwicklung der deutschen Elektroindustrie; in der Allgemeinen Wochenzeitung der Juden in Deutschland
- Probleme der Verkehrs-Unfallverhütung; 1951
- Navigation und Luftsicherung; 1952
- Aufgaben deutscher Forschung auf dem Gebiet der Natur-, Ingenieur- und Gesellschaftswissenschaften : Versuch eines vorläufigen Überblicks mit zusätzlichen Angaben über Forschungsstätten und Förderer deutscher Forschung; 1952
- Diskussionsbeiträge und Berichterstattung über die Ausschußsitzungen auf der Sitzung der Arbeitsgemeinschaft für Rationalisierung; Arbeitsgemeinschaft für Rationalisierung des Landes Nordrhein-Westfalen; mit Arnold, Karl ; Frenz, G.
- Aussprachen, Vorträge und Diskussionsbeiträge auf der Gründungssitzung der Arbeitsgemeinschaft für Rationalisierung am 23. Januar 1952 in Düsseldorf
- Forschung und Rationalisierung als Grundlagen zur Steigerung der Produktivität : Vortrag gehalten auf der NE-Metall-Tagung am 2. Juli 1952 in Düsseldorf
- Probleme des modernen Straßenverkehrs : Zusammenstellung der Referate der verkehrswissenschaftlichen Vortragsreihe vom 8. bis 12. Dez. 1952
- Beiträge zur Schallortung ; 1 ; Vorträge des Arbeitskreises für Schallortung auf der Arbeitstagung in Bremen am 19. Oktober 1953
- Sitzungsprotokolle der Arbeitsgemeinschaft Rotterdam : Ausschuß für Funkortung. (1943–1944); 1953
- Industrielle Rationalisierung
- Forschung und wirtschaftliche Zukunft; 1953
- mit Karl Arnold: Mensch und Technik : der Mensch und seine Arbeit im Betrieb; 1953
- Die Wettbewerbssituation der Deutschen Bundesbahn gegenüber anderen Verkehrsträgern; In: Wirtschaftsdienst, ISSN 0043-6275, Bd. 33 (1953), 9, S. 580–584
- Messungen des Leistungsbedarfs von Doppelstegkettenförderern : Forschungsberichte des Wirtschafts- und Verkehrsministeriums Nordrhein-Westfalen
- Große Rationalisierungs-Ausstellung Düsseldorf 1953
- Funk- und Schallortung in der internationalen Seeschiffahrt : Stand 1954 ; Bremer Fachtagung 1954
- 18 neue Forschungsstellen im Land Nordrhein-Westfalen : Berichte; 1954
- Beiträge zum internationalen Luftrecht
- Probleme eines Schutzschirmes über Deutschland aus der Sicht und den Erfahrungen eines Hochfrequenzingenieurs : Vortr. gehalten vor d. Bundestags-Ausschüssen f. Sicherheit u. Inneres; Düsseldorf : Ausschuss f. Funkortung, 1955
- Beiträge zur Schiffsfunkortung : Vorträge und Diskussionen des Arbeitskreises für Schiffsfunkortung auf der Arbeitstagung in Hamburg am 3. und 4. März 1955
- Zum Werdegang der Arbeitsgemeinschaft für Forschung des Landes Nordrhein-Westfalen; In: Festschrift der Arbeitsgemeinschaft für Forschung des Landes Nordrhein-Westfalen zu Ehren des Herrn Ministerpräsidenten Karl Arnold anläßlich des fünfjährigen Bestehens der Arbeitsgemeinschaft für Forschung (1955), S. 311–319
- Die zweite industrielle Revolution, 1957
- Forschen und Gestalten. Reden und Aufsätze 1930–1962

## Belege
1. ↑  Walter Habel (Hrsg.): Wer ist wer? Das deutsche Who’s who. 24. Ausgabe. Schmidt-Römhild, Lübeck 1985, ISBN 3-7950-2005-0, S. 69.
2. ↑  Brian Johnson: Streng Geheim. Wissenschaft und Technik im Zweiten Weltkrieg. Wiener Verlag, Seite 122.
3. ↑  http://www.hts-homepage.de/Wehrmacht/WMWehrmacht.html
4. ↑   (Seite nicht mehr abrufbar, festgestellt im März 2018. Suche in Webarchiven)
5. ↑  Friedrich Seewald: Staatssekretär Professor Dr.med. h.c., Dr.Ing. E.h., Dipl.Ing. Leo Brandt zum 60. Geburtstag. in: Festschrift für Leo Brandt zum 60., S. 13–32
6. ↑  Frank Uekötter: Atomare Demokratie. Eine Geschichte der Kernenergie in Deutschland. Franz Steiner, Stuttgart 2022, S. 91.
7. ↑  Bernhard Mittermaier, Bernd-A. Rusinek: Leo Brandt (1908–1971), Jülich 2008 (PDF (Memento vom 2. Februar 2014 im Internet Archive)), S. 22
8. ↑  BIOS-Reports 1944–1947 (http://lcweb2.loc.gov/service/gdc/scd0001/2009/20090227001cl/20090227001cl.pdf)
9. ↑  Leo Brandt: „Zur Geschichte der Arbeitsgemeinschaft für Forschung des Landes NRW“, Jahrbuch für Christliche Sozialwissenschaften 7/8 (1966/67) S. 457–461
10. ↑  Bernhard Mittermaier, Bernd-A. Rusinek: Leo Brandt (1908–1971), Jülich 2008 (PDF (Memento vom 2. Februar 2014 im Internet Archive)), S. 14
11. ↑  zuletzt 1971 – zusammen mit Wilhelm Fucks – die Gesellschaft zur Förderung der Erforschung von Grundlagen der Anwendung von Methoden der Mathematik und der Naturwissenschaften auf andere Sachgebiete
12. ↑  Bibliografie (Seite nicht mehr abrufbar, festgestellt im März 2018. Suche in Webarchiven) (PDF) bei fz-juelich.de
13. ↑  http://gso.gbv.de/DB=2.1/SET=1/TTL=181/MAT=/NOMAT=T/CLK?IKT=1004&TRM=Brandt,Leo
14. ↑  Die Festansprachen und Ehrungen anläßlich der 80. Hauptversammlung des VDI. In: Zeitschrift des Vereines deutscher Ingenieure. Band 92, Nr. 30, 21. Oktober 1950, S. 831.
15. ↑  „KFA intern“ Heft Nr. 3 vom Juli 1977, S. 10
16. ↑  Richtlinien (Memento vom 13. August 2014 im Internet Archive) zur Vergabe des Leo-Brandt-Preises „DGON Master of Navigation“ auf der Website der Deutschen Gesellschaft für Ortung und Navigation, gesehen am 19. Mai 2012

| Personendaten    | Personendaten                                                                     |
| ---------------- | --------------------------------------------------------------------------------- |
| NAME             | Brandt, Leo                                                                       |
| ALTERNATIVNAMEN  | Brand, Leo Wolfgang                                                               |
| KURZBESCHREIBUNG | deutscher Hochfrequenztechniker, Ingenieurwissenschaftler und politischer Beamter |
| GEBURTSDATUM     | 17. November 1908                                                                 |
| GEBURTSORT       | Bernburg (Saale)                                                                  |
| STERBEDATUM      | 26. April 1971                                                                    |
| STERBEORT        | Mainz                                                                             |